# Magic Kingdom
Magic Kingdom és un parc temàtic ubicat al Walt Disney World Resort, a Lake Buena Vista (Florida), a prop d'Orlando. És coordinat y dirigit per la Walt Disney Company mitjançant Walt Disney Parks and Resorts. Inaugurat l'1 d'octubre de 1971, és el parc temàtic més famós de Florida, i el més visitat del món. Va ser dissenyat i construït per WED Emprises (ara conegudes com a Walt Disney Imagineering),la disposició de les àrees i les atraccions del parc són similars a les de Disneyland a Anaheim (Califòrnia, obert el 1955). El rècord de visites va ser aconseguit el 2019 quan 20.960.000 visitants arribaren al parc. Magic Kingdom compta amb una parada del monorail del resort i de ferries.

## Les Àrees del Parc
Magic kingdom, està dividit en diferents àrees immersives amb atraccions, restaurants i botigues que s'adapten a l'estil i concepte de cada zona. En el parc trobem:

### Main Street U.S.A.
Main Steeet U.S.A. és l'àrea que es troba quan s'entra al parc. Aquest singular carrer, simbolitza el poble natal de Walt Disney, Marceline, a primers de segle xx. Al llarg d'aquest carrer, trobem comerços de tot tipus i restaurants. Al final, el castell de la ventafocs presideix el skyline.

### Fantasyland
Fantasyland, és just darrere del castell. Representa el món de la fantasia, la màgia i les fades. Destinat a un públic més infantil, trobem atraccions clàssiques com; It's a small world, Peter Pan's Flight, Dumbo... A més, aquesta àrea ha patit una remodelació recentment i s'han afegit atraccions com seven dwarfs mine train.

### Tomorrowland
Tomorrowland (el món del demà), és una àrea de Magic Kingdom de caràcter futurístic i tecnològic. Un edifici blanc amb forma circular, presideix la zona. La mítica muntanya russa Space Mountain s'hi troba a dintre. A més, en aquesta àrea podem trobar atraccions com speedway o el peoplemover. Actualment en aquesta zona s'hi troba en construcció l'atracció de Tron que podem trobar a Disneyland Shangai.

### Adventureland
Adventureland, el món de la aventura, plasma diversos llocs del món com una jungla, un poble caribeny i un poble àrab, on es troben les sensacions d'exploració i aventura. En aquesta zona hi trobem atraccions com Jungle Cruise o Pirates of the Carabean.

### Liberty square
Liberty square simbolitza un poble colonial americà a mitjans de segle xviii. En aquesta àrea trobem atraccions com The Hall of Presidents, Phantom Mansion i el moll d'es d'on s'enbarca al vaixell Mark Twain.

### Frontierland
Frontierland és una àrea que plasma el paisatge del Far West Americà. En aquesta zona, trobem l'atracció Big Thunder Mountain i Splash Mountain. A més aquesta àrea disposa de parada del Magic Kingdom Railway, un tren amb recorregut circular que envolta el parc.